# デニス・ガイガー
デニス・ガイガー(Dennis Geiger，1998年6月10日 - )は、ドイツ・モースバッハ出身のサッカー選手。ポジションはミッドフィールダー。TSG1899ホッフェンハイム所属。

## 経歴
2017年より、トップチームに所属。2017-18シーズンは移籍したセバスティアン・ルディの後釜として期待され、リーグ戦21試合に出場した。しかし2018年3月10日のVfLヴォルフスブルク戦で負傷退場となり、そのままシーズン終了を迎えた。